# Élise Lhomeau
 (mars 2013).
Si vous disposez d'ouvrages ou d'articles de référence ou si vous connaissez des sites web de qualité traitant du thème abordé ici, merci de compléter l'article en donnant les références utiles à sa vérifiabilité et en les liant à la section « Notes et références ».
Pour les articles homonymes, voir Lhomeau.
Élise Lhomeau, née le 5 mai 1990 en France, est une actrice française.

## Biographie
Élise Lhomeau est une ancienne élève du cours Florent et du Conservatoire national supérieur d'art dramatique où elle a notamment été l'élève de Dominique Valadié et de Laurent Natrella.
Au cinéma elle est révélée par Jean-Paul Civeyrac qui lui confie le premier rôle dans le film Des filles en noir sélectionné à la Quinzaine des réalisateurs (2010). Deux ans plus tard, elle joue dans Holy Motors de Leos Carax, en compétition officielle lors du 65e festival de Cannes (2012).
Depuis sa sortie du Conservatoire en 2014, elle a joué pour Denis Podalydès lors de la tournée du Bourgeois gentilhomme de Molière et pour Christophe Honoré dans la création Fin de l’Histoire d’après Witold Gombrowicz. Entre 2015 et 2017, elle participe à Berliner Mauer : Vestiges, Memories of Sarajevo et à Dans les ruines d'Athènes, une trilogie créée par deux camarades de sa promotion, Jade Herbulot et Julie Bertin – Le Birgit Ensemble. En novembre 2017, Patrick Pineau lui confie le rôle d’Émilie dans Jamais seul, pièce de Mohamed Rouabhi créée à la MC93 de Bobigny.
Élise Lhomeau est pensionnaire de la Comédie Française de 2018 à 2023. 
Elle participe à la création de la Web TV La Comédie continue ! mise en place lors du premier confinement de mars 2020 et à la programmation en ligne qui a suivi.

## Filmographie
- 2010 : Des filles en noir de Jean-Paul Civeyrac : Noémie
- 2011 : Sur le départ de Michaël Dacheux : Violon
- 2012 : Le noir (te) vous va si bien de Jacques Bral : Anaïs
- 2012 : Holy Motors de Leos Carax : Léa / Élise
- 2013 : 12 ans d'âge de Frédéric Proust : Manon
- 2013 : Les Salauds de Claire Denis : la baby-sitter
- 2015 : Quand je ne dors pas de Tommy Weber : Léa
- 2015 : L'Avenir de Mia Hansen-Løve
- 2021 : Nona et ses filles de Valérie Donzelli : Victoria Desbruges

## Théâtre (à la Comédie Française)
- Les Fourberies de Scapin de Molière, mise en scène Denis Podalydès – Zerbinette
- La Vie de Galilée de Bertolt Brecht, mise en scène Éric Ruf – Virginia
- La Puce à l'oreille de Georges Feydeau, mise en scène Lilo Baur – Antoinette
- Anéantis de Sarah Kane, mise en scène Simon Delétang – Cate
- 7 minutes de Stefano Massini, mise en scène Maëlle Poésy – Sabine
- L'Avare de Molière, mise en scène Lilo Baur – Elise